# Aligot de la Patagònia
L'aligot de la Patagònia (Buteo ventralis) és una espècie d'ocell de la família dels accipítrids (Accipitridae). Habita zones boscoses d'Amèrica del Sud, al sud de Xile i de l'Argentina. El seu estat de conservació es considera vulnerable.